# ヘレニック自動車工業
ヘレニック自動車工業（英: Hellenic Vehicle Industry S.A.、ギリシア語: Ελληνική Βιομηχανία Οχημάτων, ΕΛΒΟ、ラテン文字転写: Elliniki Viomihania Ohimaton、略称: ΕΛΒΟ エルボ）は、ギリシャ、ペリフェリアキ・エノティタ（中央マケドニア地方）テッサロニキ県、テッサロニキに本拠を構える自動車メーカー。

## 概要
シュタイヤー（Steyr）とプフ（Puch）ブランドとして貨物自動車、オートバイ、農業用トラクターの製造開発を行っていたシュタイアー・ヘラス（Steyr Hellas S.A.）を起点とする。その後、国家当局やギリシャ軍からトラックとバスの政府調達を受注したことで会社は急成長を遂げており、農機部門は軍用車両の開発に注力したことによって1980年を境に衰退している。1986年に社名を現在の「Hellenic Vehicle Industry SA」に変更している。
初となる開発車両は、1980年の3tトラックと、1981年の軍用バスであった。また、この年にオーストリアのザウラー・オーストリアが開発した装甲兵員輸送車、ザウラー 4K 4FAを基にレオニダス装甲兵員輸送車（Leonidas Armored Personnel Carrier）を独自に開発している。1987年には大幅な変更が加えられた新型となるレオニダス-2を開発している。
その後、数年間は様々な車両を製造しており、メルセデス・ベンツ・Gクラスのライセンス契約も結んでいたことからGクラスの軍用ジープなどの製造も行っており、軍民向けSUVやトラックでの主要生産国となっている。またエンジンや車両はオーストリアに対し輸出も行われている。バス製造に関してはシンガポールのバス会社であるトランス・アイランド・バスサービス（現:SMRT Buses）に対し、ヘレニックが請け負ったスカニア製のスカニア L113を納入している。
ギリシャ政府が株式の過半数を保有している理由からヘレニックは国営企業的な側面もあり、政治的不祥事や企業方針が政治に翻弄される傾向であり、野心的な開発計画は実現できずに終わっている。1988年、ギリシャ政府は装甲歩兵戦闘車開発の合意を撤回しているが、ヘレニックは1998年に最先端技術を取り入れた新型装甲歩兵戦闘車ケンタウルスを独自に開発し世間を驚かせている。しかし、ギリシャ軍の予算が削減されたことから導入には至っていない。また一方で軽スポーツカーの開発も行っており、フランクフルトモーターショーに於いて試作車発表まで漕ぎ付けたが、最終的にこの計画も中止となっている。
2000年、金属産業であるミティリネオス・ホールディングスが43%の株式を購入し、会社の経営を引き継いでおり、この時ヘレニックは部分的に民営化が行われている。ドイツの防衛産業であるクラウス＝マッファイ・ウェグマン（KMW）とのレオパルト2戦車の140両のライセンス生産契約が終了した後、受注が減少したことにより2009年に深刻な財政危機に陥っており、経営権は再度政府に戻されている。2014年、ギリシャ政府はヘレニックを管財人の管理下に置いており、2015年まで事業解散の危機が続いたが、防衛産業基盤の重要性を理由に株式の購入者を集っており最終的に解散は凍結された。

## 画像

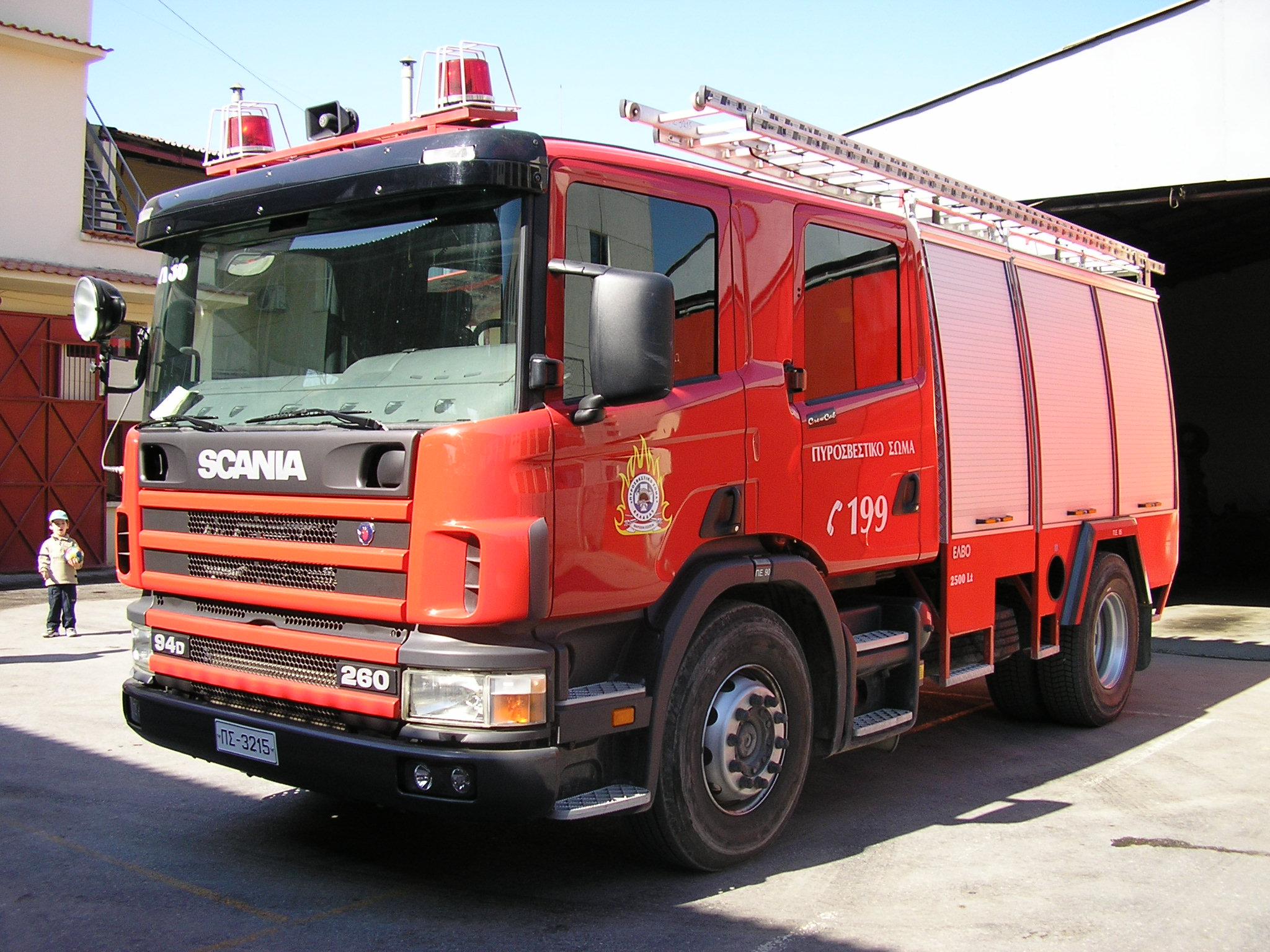
ライセンス生産のスカニア260消防車。
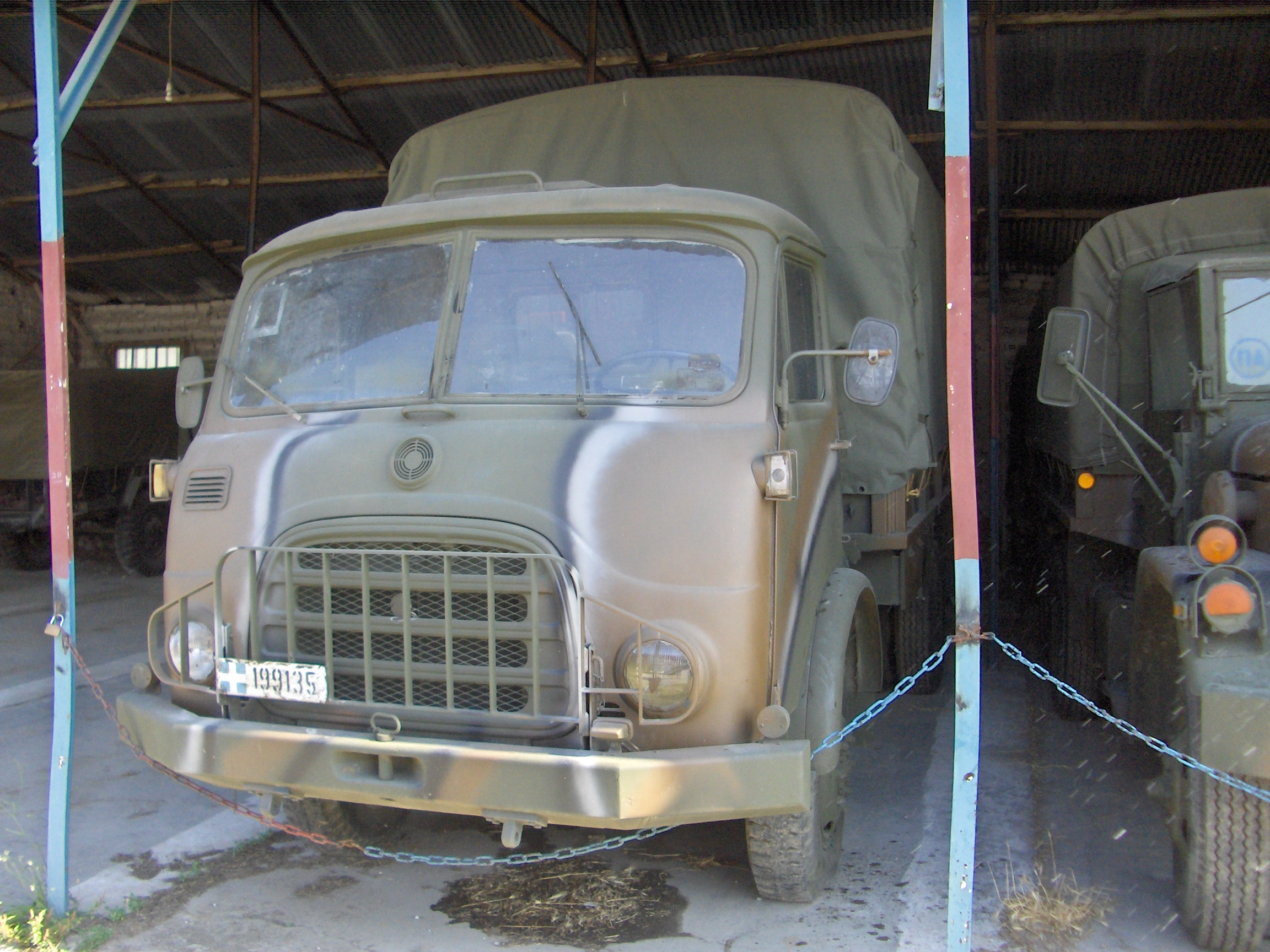
シュタイヤー 680M 4x4
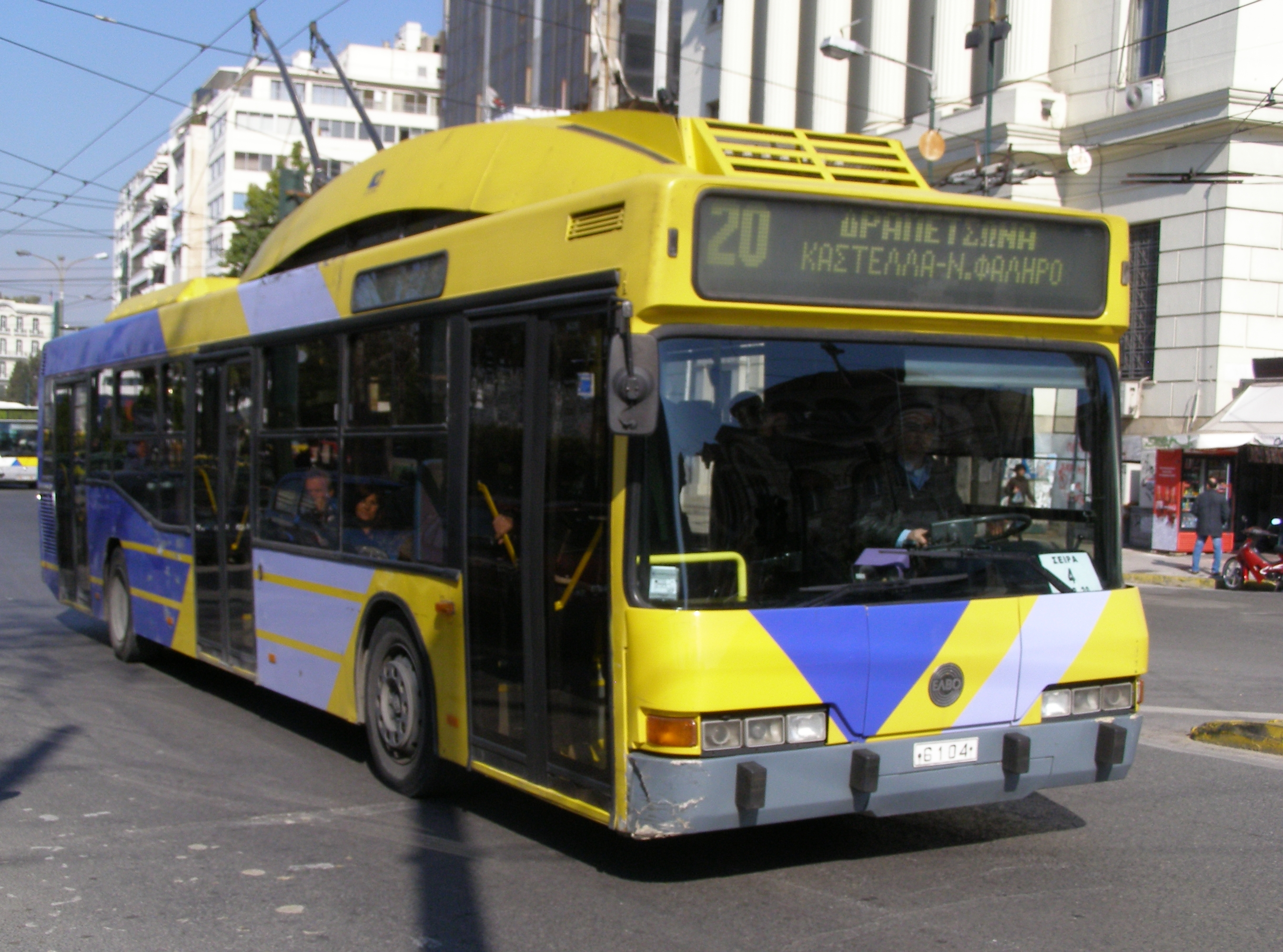
ネオプラン/Elboのトロリーバス
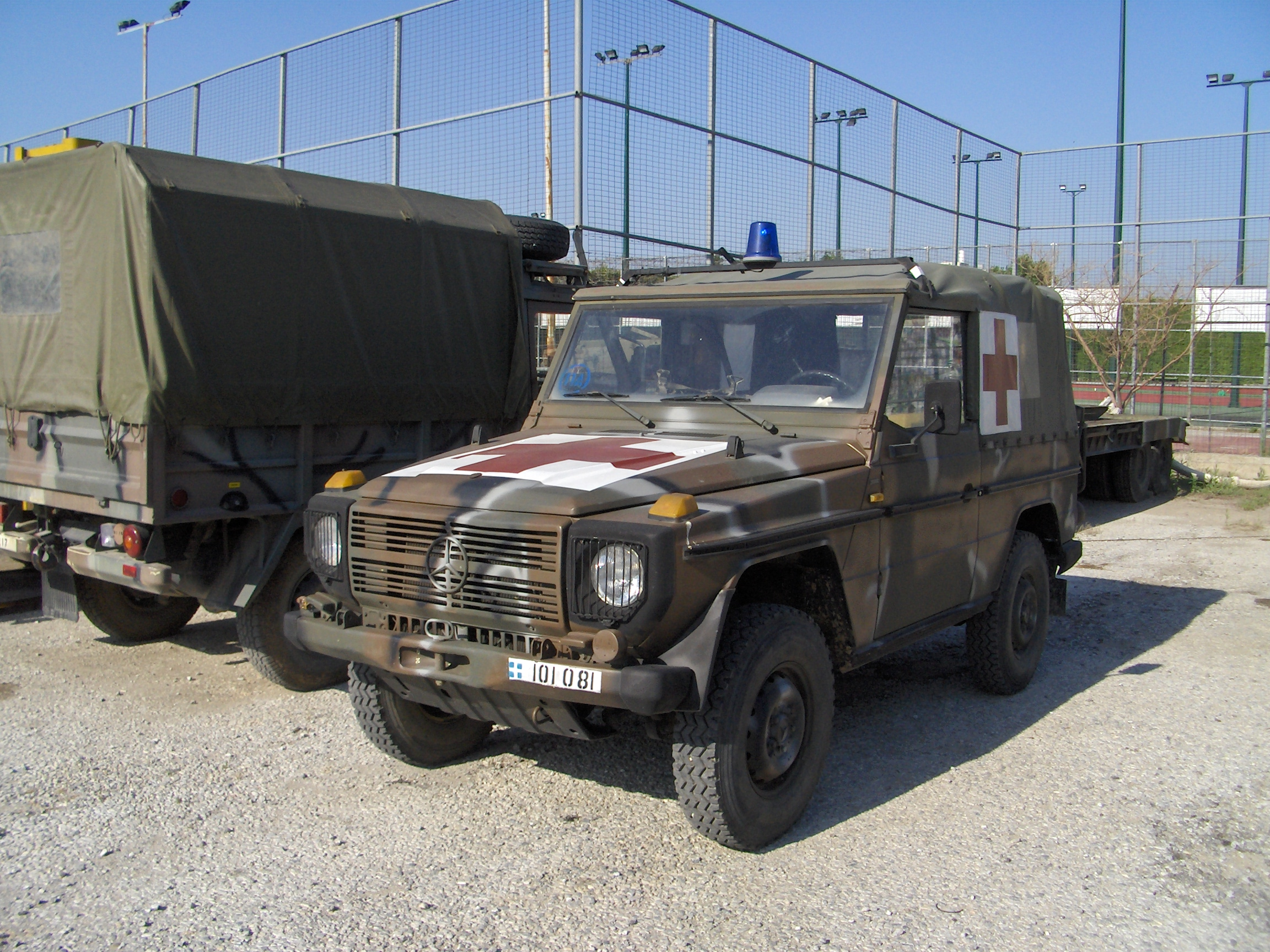
G-Class W462
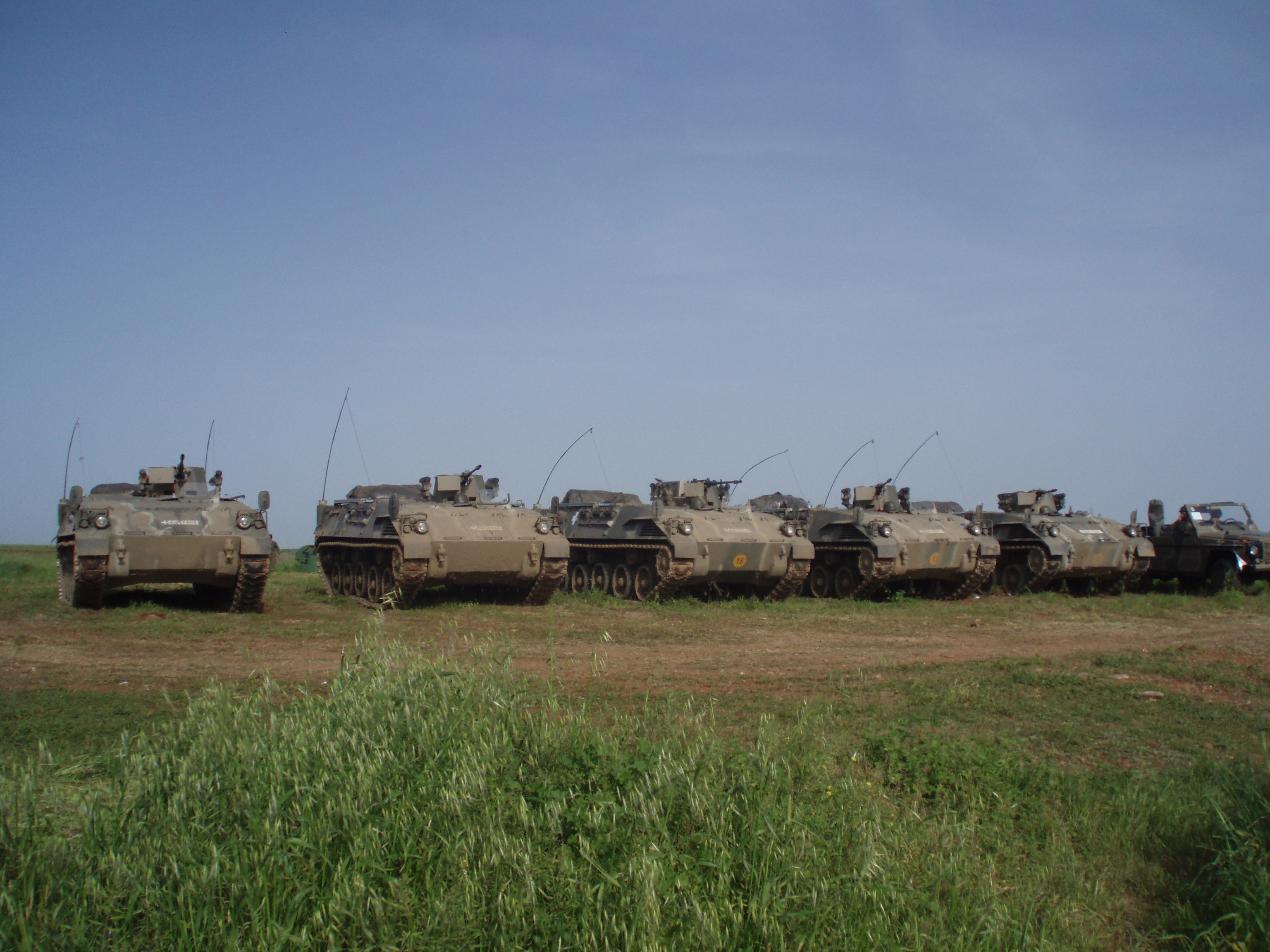
レオニダス装甲兵員輸送車
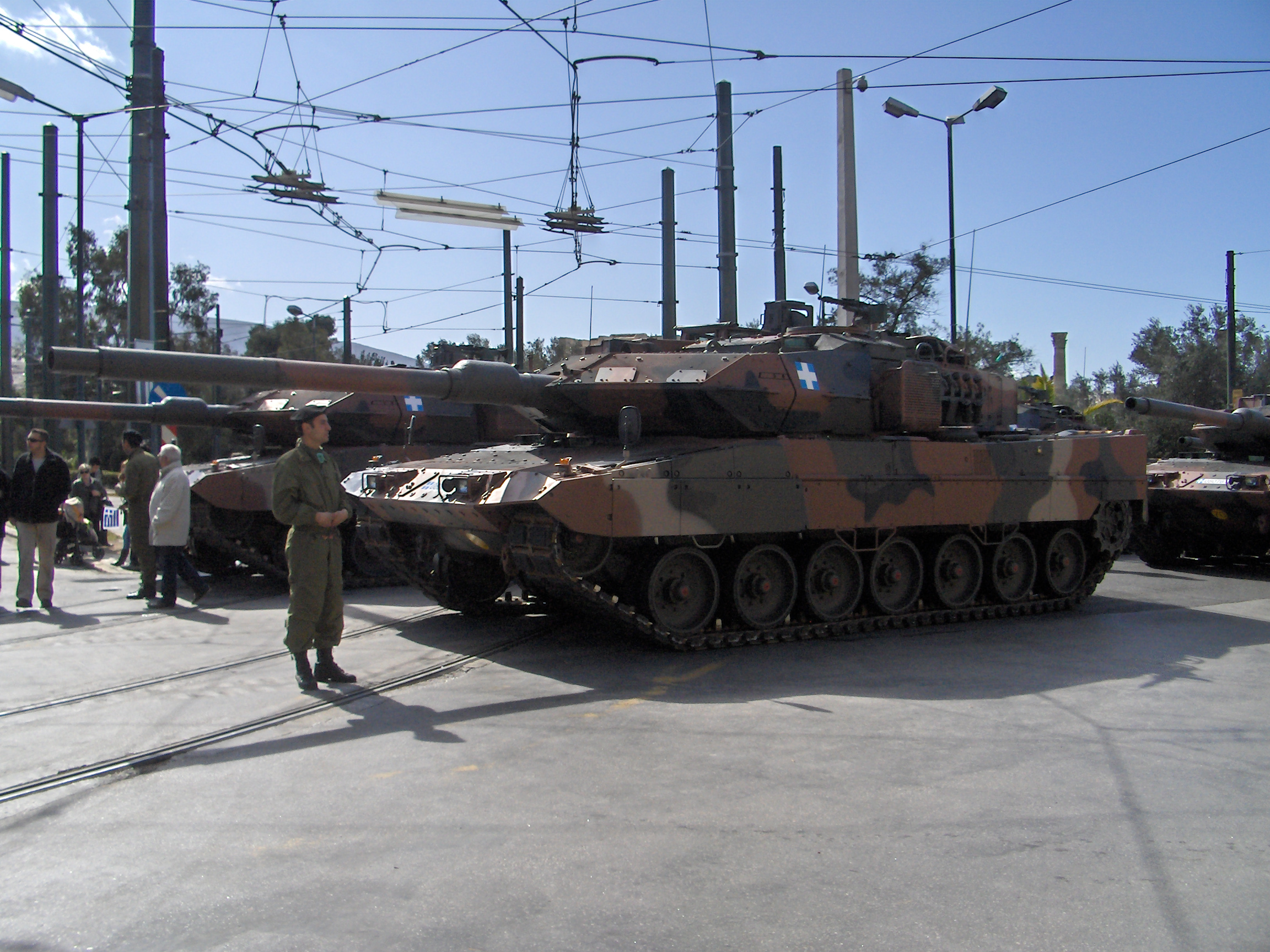
Leopard 2A6 HEL